# Produktentstehungsprozess
Der Produktentstehungsprozess (PEP) ist in Unternehmen ein Geschäftsprozess, der die Arbeitsabläufe von der Idee für ein neues Produkt oder einer neuen Dienstleistung bis zu deren Produktion und Vertrieb umfasst. Der Begriff beruht auf dem Gedanken des Geschäftsprozessmanagements und wird insbesondere im Umfeld der Automobilproduktion verwendet.
Dem PEP vorgelagert sind Grundlagen- und Anwendungsforschung; nachgelagert ist der Produktentsorgungsprozess.

## Ansätze zur Beschreibung des Produktentwicklungsprozesses
Je nach Zweck existieren unterschiedliche Ansätze und Modelle zur Beschreibung des Produktentwicklungsprozesses.

### SGE – Systemgenerationentwicklung
Das Modell der Systemgenerationsentwicklung (SGE) beschreibt die schrittweise Produktentwicklung durch aufeinander aufbauende Generationen: Jede Entwicklung eines neuen Systems basiert auf einem Referenzsystem. Das Referenzsystem umfasst bestehende oder geplante Systeme und Teilsysteme, die als Grundlage für neue Systemgenerationen genutzt werden: Es besteht aus Prototypen, Baukästen, Konzepten und technischen Lösungen aus vergangenen oder parallelen Projekten, die als Bausteine für technologische Weiterentwicklungen und Innovationen dienen.
Im SGE-Modell gibt es drei Hauptvariationsarten:
- Übernahmevariation (ÜV): Ein Element des Referenzsystems wird in die neue Systemgeneration übernommen, wobei sein Innenleben als „Black Box“ betrachtet wird. Anpassungen erfolgen ausschließlich im Rahmen der Systemintegration sowie unter Berücksichtigung der Randbedingungen an den Schnittstellen.
- Ausprägungsvariation (AV): Die Verbindungen zwischen den Elementen des Referenzsystems bleiben in der neuen Systemgeneration bestehen, sodass das zugrunde liegende Lösungsprinzip unverändert bleibt. Allerdings werden die Attribute der Elemente modifiziert.
- Prinzipvariation (PV): Sowohl die Elemente des Referenzsystems als auch deren Verbindungen werden verändert, indem Elemente entfernt oder hinzugefügt werden. Dadurch entsteht ein neues Lösungsprinzip, das sich grundlegend vom Referenzsystem unterscheidet.

Das SGE-Modell unterstützt auch die Bewertung des Entwicklungsrisikos. Systeme, die auf erprobte und zugängliche Referenzelemente zurückgreifen, weisen oft ein geringeres Entwicklungsrisiko auf, da bewährte Konzepte verwendet werden können. Fehlen diese Referenzen, steigt das Risiko, da Neuentwicklungen erforderlich sind, die Unsicherheiten bezüglich Machbarkeit, Kosten und Entwicklungszeit erhöhen.

### VDI 2221 – Entwicklung technischer Produkte und Systeme

Die VDI 2221 beschreibt eine strukturierte Methode zur interdisziplinären Entwicklung technischer Produkte und Systeme und definiert zentrale Ziele, Aktivitäten und Ergebnisse für industrielle Praxis und Lehre.

Die VDI 2221 ist eine Richtlinie des Vereins Deutscher Ingenieure (VDI) zur methodischen Entwicklung technischer Produkte und Systeme. Sie stellt ein allgemeines Vorgehensmodell der Produktentwicklung bereit, das insbesondere in Ingenieurdisziplinen angewandt wird, um Entwicklungsprozesse zu strukturieren und zu optimieren.
Ursprünglich 1985 veröffentlicht und 1993 überarbeitet, wurde die VDI 2221 zuletzt 2019 in zwei Blätter aufgeteilt:
- Blatt 1 beschreibt das allgemeine Modell der Produktentwicklung mit zentralen Zielen, Aktivitäten und Ergebnissen, das für alle Arten technischer Produkte anwendbar ist[6].
- Blatt 2 behandelt die Anpassung dieses Modells an spezifische Kontexte, indem es verschiedene Produktentwicklungsprozesse in unterschiedlichen Branchen und Unternehmen beschreibt[7].

Das Modell der VDI 2221 basiert auf einer systematischen Vorgehensweise, die iterative Phasen umfasst. Hierzu gehören das Analysieren der Aufgabenstellung, das Entwickeln von Lösungskonzepten, die Ausarbeitung von Konstruktionsdetails und die Validierung des Produkts. Durch die Berücksichtigung von Kontextfaktoren soll die Richtlinie eine anpassungsfähige und praxisnahe Methodik zur Entwicklung technischer Produkte bieten.

#### Modellbildung in der VDI 2221
Ein zentrales Element der VDI 2221 ist die Modellbildung als methodische Unterstützung der Produktentwicklung. Modelle helfen, komplexe Zusammenhänge verständlich darzustellen und ermöglichen eine strukturierte Analyse sowie systematische Optimierung von Produkten. Die Richtlinie unterscheidet dabei in Anlehnung der Systemtheorie nach Ropohl verschiedene Modelltypen, darunter funktionale, strukturelle und prozessorientierte Modelle.
Modelle spielen eine entscheidende Rolle in der Produktentwicklung, insbesondere im Rahmen des Problemlösung. Ein Problem zeichnet sich durch eine Barriere zwischen einem unerwünschten Anfangszustand (Ist-Zustand) und einem gewünschten Endzustand (Soll-Zustand) aus. Diese Barriere muss durch eine gedankliche Transformation sowie geeignete Hilfsmittel, wie Modellem, überwunden werden.
Modelle dienen hierbei als Hilfsmittel, um den Problemlösungsprozess zu unterstützen. Sie können die Problemstruktur visualisieren, mögliche Lösungsstrategien aufzeigen und alternative Szenarien simulieren. Besonders bei komplexen Problemen, die mehrere Einflussgrößen und Unsicherheiten enthalten, erleichtert die Modellbildung eine systematische Herangehensweise. In der Produktentwicklung hat sich dafür der eigene Ansatz Modellbasiertes Systems Engineering durchgesetzt.

#### Iterative Vorgehensweise in der VDI 2221
Mit der iterativen Vorgehensweise in der VDI 2221 wird die kontinuierliche Anpassung von Anforderungen und Zielvorstellungen während des Entwicklungsprozesses beschrieben. Ein zyklisches Pendeln zwischen Zielen, Anforderungen und Ergebnissen wird genutzt, da diese sich wechselseitig beeinflussen. Änderungen an einem Entwicklungsergebnis können zu einer Neudefinition der Anforderungen führen, während neue Erkenntnisse aus der Validierung auch ursprüngliche Ziele hinterfragen können. Dieser zyklische Prozess stellt sicher, dass die Produktentwicklung flexibel bleibt und sich an veränderte Markt- und Rahmenbedingungen anpassen kann – ein entscheidender Vorteil in komplexen Projekten mit vielen Unsicherheiten. Da sich dabei Lösungsmöglichkeiten und Rahmenbedingungen stetig konkretisieren, ist eine iterative Vorgehensweise erforderlich, um flexibel auf neue Erkenntnisse zu reagieren und optimierte Lösungen zu entwickeln. Dies geschieht durch einen flexiblen Wechsel zwischen Entwicklungsphasen und regelmäßigen Überprüfungen, wodurch Fehlentwicklungen minimiert und die Produktqualität frühzeitig abgesichert werden. Für die iterative Darstellung der Phasen nutzt die VDI 2221 die Darstellungsweise des integrierten Produktentstehungsmodells (iPeM).
In der Produktentwicklung variieren die Abläufe je nach Aufgabe und Entwicklungskontext. Aktivitäten können mehrfach durchgeführt oder übersprungen werden, was zu unterschiedlichen Vorgehensstrategien führt. Diese lassen sich in vier Kategorien unterteilen: schrittweise sequentiell, zyklisch, phasenweise wiederholend und phasenweise konkretisierend. Die Wahl der Strategie beeinflusst maßgeblich die Art und Weise, wie Anforderungen und Lösungen erarbeitet und verfeinert werden.

### Erweiterter Produktentstehungsprozess durch Unterteilung in Teilprozesse
Dieser Erklärungsansatz geht davon aus, dass der Produktentstehungsprozess in die drei Teilprozesse Produktentwicklung im weiteren Sinne, Produktionsplanung und Produktion unterteilt. Eine Erweiterung wird dahingehend vorgenommen, als dass der Service und die Instandhaltung mit integriert werden.
Die einzelnen Teilprozesse beinhalten dabei die folgenden Prozessschritte:
- Die Produktentstehung betrachtet abgrenzend zur Innovation keine marktlichen Aspekte. In ihr sind insbesondere die Produktplanung, die Produktentwicklung im engeren Sinne und Konstruktionsaktivitäten enthalten.[16]
- In der Produktionsplanung sind die Aktivitäten zur Anlaufsteuerung bis zum Beginn der Serienfertigung zu verstehen. Die Produkteigenschaften sind dabei von besonderer Bedeutung für die Planung.[17]
- Die in der Produktentwicklung zunächst nur modellhaft festgelegten Produkteigenschaften werden in der Produktion schließlich in materielle umgesetzt. Die Produktion beinhaltet in diesem Ansatz die Phasen Pilotserie, Produktionshochlauf und Serie.[18]
- Durch die gestiegene Verantwortung für das Recycling bzw. die Entsorgung eines Produktes hat dieser Aspekt bei der Produktdefinition an Bedeutung gewonnen.[18]

### 4-Zyklen-Modell
Der PEP kann aufbauend auf dem erweiterten PEP in vier Phasen untergliedert werden, die ihrerseits mehrfach in Schleifen durchlaufen werden können. Die erste Phase wird Strategische Produktplanung genannt und dient der Definition erfolgversprechender Produktkonzeptionen. Erfolgversprechend meint hiermit technisch machbar, wirtschaftlich herstellbar und in die Unternehmensstrategie passend. Die einzelnen Phasen können parallel ablaufen.
Der zweite Teilprozess umfasst die eigentliche Produktentwicklung. Aus dem Konzept wird dabei eine konkrete Konstruktion erarbeitet und ggf. durch elektronische Komponenten und Software ergänzt. Ergebnis ist ein voll funktionsfähiger Prototyp und ein Fertigungskonzept.
Der dritte Teilprozess umfasst die Dienstleistungsentwicklung. Basierend auf dem Konzept werden strategiekonforme, ganzheitliche Dienstleistungen entwickelt.
Im vierte Teilprozess, der so genannten Prozessentwicklung erfolgt die Produktsystementwicklung, der Aufbau der Produktions-Infrastruktur, der Serienanlauf und schließlich die Serienproduktion. Hierbei werden die Fertigungsschritte festgelegt und die dafür benötigten Fertigungsmittel bereitgestellt und für die Produktion vorbereitet.

### Produktdefinitionsprozess (PDP) im PEP und PP

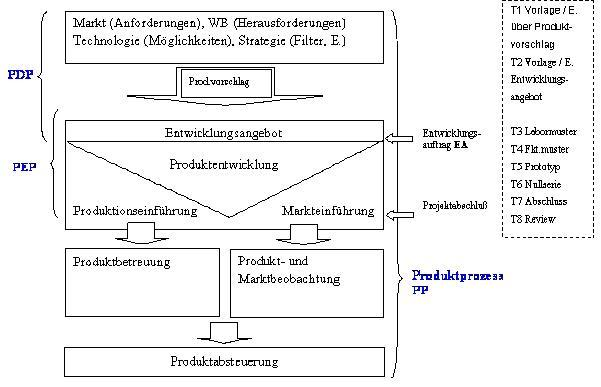

Die Abbildung zeigt, wie Produktprozess, Produktdefinitionsprozess (PDP) und Produktentstehungsprozess zusammenhängen. Der gesamte Prozess von der Ermittlung der Marktanforderungen bis zur Produktabsteuerung ist der Produktprozess (PP). Er beginnt mit dem Produktdefinitionsprozess. Der PDP ist die Phase von der Ermittlung der marktseitigen Kundenbedürfnisse, der Formulierung von Produktideen, deren Vorauswahl, Speicherung, Filterung und Überführung in Produktvorschläge sowie schließlich Lastenhefte. Hier beginnt nun beim PEP Meilenstein (im Bsp. T1) der bereits definierte Produktentstehungsprozess doch ist die Phase der Produktdefinition noch nicht abgeschlossen. Auch der Schritt vom Lastenheft zum Pflichtenheft bis zum PEP Meilenstein (hier T2) dem Entwicklungsauftrag gehört noch zum PDP, so dass sich die Prozesse um diesen Bereich überschneiden bzw. ineinander übergehen. Besondere Rücksicht wird darauf gelegt, dass die Schnittstellen der Prozesse harmonisch ineinandergreifen.

### Lebenszyklus-orientierte Ansätze
Weiterhin existieren Ansätze, die den Produktlebenszyklus betrachten. In diesen Ansätzen werden ausgehend vom Produktlebenszyklus weitere phaseninterdependente Entscheidungen berücksichtigt.

### Branchenspezifische Ansätze
Vor allem in anderen Branchen als der Automobilindustrie gibt es zudem weitere Modelle zur Beschreibung des PEP:
- Wasserfall-Modell, (hieraus ging das V-Modell im Software Engineering hervor),[22]
- Spiralenprozess,[23]
- Prototyping,[23]
- „design to schedule“.[23]

## Steuerungskonzepte
Wegen der hohen Komplexität moderner Produktentstehungsprojekte werden häufig Meilensteine definiert. Durch die Meilensteine wird der Gesamtprozess in Teilprozesse unterteilt. Das Erreichen eines nächsten Teilschrittes hängt dabei von Erreichen zuvor definierter Kriterien ab. In diesem Zusammenhang wird häufig auch von „Gateways“ gesprochen. Eine Visualisierung kann über „Ampelschaltungen“ vorgenommen werden, wodurch Handlungsbedarfe bei Abweichungen vom Soll-Zustand aufgezeigt werden können.
Weitere Steuerungskonzepte nach Horst Wildemann sind die Schnittstellenanalyse und die Reifegradbewertung.

## Ausprägungsformen

### Simultaneous Engineering
Im Simultaneous Engineering wird durch eine Parallelisierung eine effiziente Gestaltung des PEP erreicht. Insbesondere zeitliche Einsparungspotenziale entstehen hierdurch. Wesentliche Herausforderung für eine derartige Gestaltung sind ein erhöhter Informationsaustausch sowie besondere Fähigkeiten des Projektmanagements. Die Prozesse laufen dabei funktionsübergreifend ab. So arbeiten z. B. Mitarbeiter aus der Entwicklung mit Mitarbeitern der Produktionsplanung zusammen.

### Digitale Produktentstehung
Mit der zunehmenden Digitalisierung der Werkzeuge und Methoden des PEPs werden die physischen Prototypen weitgehend durch digitale Prototypen ersetzt. Die digitale Prozessunterstützung ist ebenfalls wesentlicher Bestandteil dieses Ansatzes. Hierbei leisten klassische ERP-Systeme nur beschränkt Hilfe, um die Produktentstehung in einen generischen Prozess des Produktlebenszyklus zu integrieren. Es ist daher sinnvoll, hier statt des Softwareprozesses stärker die Informationshoheit durch Modellbasiertes Systems Engineering zu betrachten, über die ein Produktentwickler dann die Hoheitsrechte hat. Informationshoheit meint die Verantwortung für Vollständigkeit und Richtigkeit Produktmodells.
Die digitale Produktentstehung kann dabei auf zwei verschiedene Weisen angesehen werden:
- Die rechnergestützte Produktentstehung mit einem physischen Endprodukt durch Modellierung. Dieser Ansatz wird auch mit dem Computer-integrated manufacturing (CIM) verfolgt.[30][31]
- Die digitale Fabrik ist die durchgängige EDV-Begleitung und -Abbildung des PEPs.[32] Insbesondere in der Automobilindustrie wird dieser Ansatz intensiv untersucht und eingesetzt.[33]

Branchenakteure bemühen sich um die Abbildung der gesamten CAx-Toolchain mit Open-Source-Software.